# Artacarus liberiensis
Genre
Espèce
Artacarus liberiensis, unique représentant du genre Artacarus, est une espèce de schizomides de la famille des Hubbardiidae.

## Distribution
Cette espèce est endémique du Liberia. Sa présence en Côte d'Ivoire est incertaine.

## Étymologie
Son nom d'espèce, composé de liberi[a] et du suffixe latin -ensis, « qui vit dans, qui habite », lui a été donné en référence au lieu de sa découverte, le Liberia.

## Publication originale
- Cook, 1899 : Hubbardia, a new genus of Pedipalpi. Proceedings of the Entomological Society of Washington, vol. 4, p. 249-261 (texte intégral).